# New Stuyahok
Pour les articles homonymes, voir Stuyahok.
New Stuyahok est une ville d'Alaska aux États-Unis dans la Région de recensement de Dillingham. En 2010, il y avait 510 habitants.

## Situation - climat
Elle est située sur la rivière Nushagak, à 19 km d'Ekwok et à 51 km au nord-est de Dillingham.
Le village est construit sur deux niveaux, une partie à 8 m au-dessus du niveau de la rivière, et l'autre à 12 m.
La moyenne des températures va de 3 °C à 19 °C en juillet et de −16 °C à −1 °C en janvier.

## Histoire
L'emplacement actuel est le troisième. En 1918, le village s'était déjà déplacé en aval de la rivière. Depuis 1920, le gouvernement avait établi un élevage de rennes, mais dès 1942, le troupeau avait été décimé et les habitations du villages détruites à la suite d'une inondation. Donc, le village s'est déplacé, jusqu'à sa position actuelle. La première école a été construite en 1961, ainsi que la poste. Dans les années soixante, la population a cru de 60 % environ.

## Économie
La principale source de richesse de la localité est la pêche au saumon. Et les habitants pratiquent aussi une économie de subsistance, avec la chasse, la pêche et la cueillette. New Stuyahok possède un aérodrome qui permet les communications avec Dillingham et par là, avec le reste de l'État.

## Démographie
| 1950 | 1960 | 1970 | 1980 | 1990 | 2000 | 2010 | - |
| ---- | ---- | ---- | ---- | ---- | ---- | ---- | - |
| 88   | 145  | 216  | 331  | 391  | 471  | 510  | - |

## Sources et références
- (en) CIS

- (en) Cet article est partiellement ou en totalité issu de l’article de Wikipédia en anglais intitulé « New Stuyahok, Alaska » (voir la liste des auteurs).

1. ↑  « Statistiques des États-Unis - Alaska - Profils des communautés de 2010 » (consulté en novembre 2020)